# Z薬

Z薬のゾルピデムの化学構造の原型。

Z薬（ゼットやく、Z-drug）とは、ベンゾジアゼピンに類似した作用を持つ非ベンゾジアゼピン系の医薬品で、不眠症の治療に用いられる。大抵Zの文字で始まる。
一部のZ薬は、ベンゾジアゼピンを上回る利点を持っている可能性がある。ベンゾジアゼピンは実際は睡眠構造を悪化させる一方、ザレプロンのようなZ薬は、睡眠構造を乱さないか、そうしたことが少ない。

## Z薬の一覧
- ザレプロン（英語版）（ソナタ）
- ゾルピデム (マイスリー)
- ゾピクロン（アモバン）
- エスゾピクロン（ルネスタ）